# Igreja de São José Operário (Macau)
A Igreja de São José Operário, construída em 1998, localiza-se na Freguesia de Nossa Senhora de Fátima, no Bairro de Iao Hon, no norte da Península de Macau. 

## História
É uma igreja católica relativamente recente e tem um lado virado à China que se assemelham a dois braços abertos, simbolizando uma atitude aberta de boas-vindas às massas chinesas, convidando-as a conhecer e a encontrar com Jesus Cristo.
As paredes laterais interiores desta pequena igreja estão penduradas 14 imagens de estilo iconográfico oriental, que retratam os principais acontecimentos da História da Salvação, começando pelo patriarca Abraão e acabando com a descida do Espírito Santo sobre os Apóstolos de Cristo (Pentecostes). A sua nave é simétrica. No altar existe uma estátua da Sagrada Família que serve para lembrar-nos de que São José e a sua família eram inseparáveis e estavam sempre juntos. Ela é dedicada a São José Operário, o protector da Igreja universal, o santo padroeiro da missão católica chinesa, dos trabalhadores, principalmente dos carpinteiros (profissão exercida por S. José), das famílias e dos pais adoptivos.
A Igreja de São José Operário é a igreja matriz da Paróquia de São José Operário. Em 1999, esta igreja foi confiada aos Missionários Combonianos pelo bispo D. Domingos Lam Ka-tseung. A sua missão é estender a acção pastoral e evangélica da Igreja Católica ao bairro de Iao Hon, uma zona residencial com alta densidade populacional e habitada maioritariamente por trabalhadores e imigrantes da China continental. Eles são pobres, tal como a Sagrada Família, que viveu humilde e pobremente, sem grandes luxuosidades e comforto.